# Augustin-Jean Fresnel
Augustin-Jean Fresnel (født 10. maj 1788 i Broglie (Eure), død 14. juli 1827 ved Paris) var en fransk fysiker, som udviklede teorien om lysets bølgenatur. Han udførte et spejlforsøg, hvor to lysstråler fra samme lyskilde blev reflekteret fra hver sit spejl på en sådan måde, at strålerne efter refleksionen ramte en skærm og derved frembragte et interferensbillede. Fresnel opfandt blandt andet det linsesystem til fyrtårne, kaldet fresnellinse, der uden væsentlige ændringer anvendes i dag.

## Liv og gerning
Han studerede ingeniørvidenskab og virkede som ingeniør til 1815, da de politiske forhold afbrød hans arbejde på dette område. Samme år begyndte han sine optiske forsøg, og skønt han på den tid ikke var meget hjemme i den optiske litteratur, varede det ikke længe, før nye forsøg og nye beregninger af vidtrækkende betydning fulgte slag i slag fra hans hånd. I 1819 fik han det franske akademis pris for løsningen af en opgave om lysets bøjning. Han blev medlem af akademiet i 1823. 
Hans arbejder lå så godt som alle på optikkens område. Ved at finde den almindelige form for lysets bølgeflade i en krystal fuldstændiggjorde han Christiaan Huygens’ arbejde over dobbeltbrydningen og fandt den almindelige brydningslov, af hvilken lovene for brydning i ukrystallinske stoffer og i enaksede krystaller kun er specielle tilfælde. Sammen med Arago fandt han lovene for polariserede strålers interferens, hvorved forklaringen på krystalpladers farver i polariseret lys blev givet. Ved sine ypperlige arbejder bidrog han afgørende til bølgeteoriens sejr over Isaac Newtons emissionsteori, der hidtil havde været den almindeligst antagne. Både som eksperimentalist og som teoretiker står han i allerforreste række blandt optikerne. Et af hans berømteste og for lysets teori vigtigste forsøg er "F.’s Spejlforsøg". For fyrvæsenets udvikling har han gjort sig fortjent ved opfindelsen af et sammensat linsesystem, der endnu anvendes i ikke meget ændret form. 
Hans arbejde findes især i Annales de chimie et de physique [1816—1825] og i akademiets Memoirer [1826—1827].